# Царева Могила (Кривой Рог)
Царева Могила — исторический курган в Центрально-Городском районе города Кривой Рог.

## История
В 1907—1908 годах частично исследован Виктором Гошкевичем. Раскопано 2/3 насыпи. Обнаружено 10 захоронений эпохи меди-бронзы, остатки деревянных конструкций, сосуды из глины, бронзовый кинжал, булава.
В 1985 году исследования продолжены. Обнаружено 8 захоронений меди-бронзы.
Ныне на месте кургана расположен карьер №3 НКГОКа.

## Характеристика
Находился в 2 км к югу от жилмассива Гданцевка. Имел высоту до 12 м, диаметр 106 м. Считался доминирующей высотой на слиянии рек Ингулец и Саксагань.
По легенде назван в честь царя кочевников, осматривавшего из кургана своё войско.